# Mahmud Darwix
Mahmud Darwix (àrab: محمود درويش, Maḥmũd Darwīx) (Al-Birwa, oest de Galilea, 1941 - Houston, Texas, 9 d'agost de 2008) fou un poeta palestí, conegut, juntament amb Ghassan Kanafani, com el símbol de la identitat palestina i la pèrdua de la seva pàtria, com s'observa constantment en l'esperit dels seus poemes. Del còmput d'escriptors i intel·lectuals àrabs contemporanis, Mahmoud Darwish n'és una figura cabdal, tant com Nizar Qabbani.

## Biografia
Mahmud Darwish fou fill de pare terratinent i mare analfabeta, motiu pel qual fou el seu avi qui li va ensenyar a llegir i a escriure. Quan el seu poble fou destruït durant la Guerra araboisraeliana de 1948 ell i la seva família van escapar al Líban, primerament a Jazin i posteriorment a Damur, i un any més tard es van infiltrar a la zona d'Acre (Israel) i es van assentar a la ciutat de Dair Al-Assad i Al-Jadida, on van aconseguir el certificat de residents permanents. Darwish va repartir la seva educació entre el Líban, aquests dos pobles i un altre anomenat Kfar Yasif, on ell i la seva família es van amagar un cop va ser descoberta la seva estada il·legal a Al-Jadida. Va publicar el seu primer llibre de poesia als 19 anys.

## Carrera política i edició
Va treballar com a escriptor en l'edició àrab del diari del Partit Socialista Araboisraelià Mapam, la branca àrab del qual era anomenada Al-Marsad, i com a editor segon en el diari literari Al-Fajr, també publicat pel Mapam. A més a més, fou membre del Partit Comunista Israelià. També va escriure en un diari araboisraelià anomenat Al-Itakhad. Els seus poemes estaven farcits de ràbia i patiment per la seva estimada pàtria, robada pels sionistes, i el profund dolor dels palestins per la pèrdua de la seva llibertat i dignitat. De la mateixa manera, gaudiren de gran prestigi entre la població araboisraeliana i van rebre entusiastes respostes de la resta de les nacions àrabs, que el veien com a símbol de l'honorable resistència palestina. Malgrat la seva genialitat, va patir sota la censura sionista i la seva restricció, ja que era incitador a la revolució i el veien com a símbol de la resistència palestina. A causa de la invasió israeliana del Líban l'any 1982, Darwish es va decidir a viure entre Tunis i París, i va començar a dirigir la prestigiosa revista literària Al-Karmel, així com a encapçalar la Lliga d'Escriptors i Periodistes Palestins. L'any 1995, quan va assistir al funeral del seu preuat amic Amil Habibi, se li va permetre entrar a Israel-Palestina durant quatre dies i residir a Ramallah. Així, va poder llegir victoriosament els seus poemes a l'auditori de Haifa. Es va afiliar de jove al Partit Comunista Israelià, treballant en comunicació, fins a deixar el país a principis dels 70, seguint estudis a la llavors Unió Soviètica. Membre en el seu moment de l'Organització per a l'Alliberament de Palestina (OLP), es coneix la seva activitat (intel·lectual) socioeconòmica i política a Ramallah a mitjans dels anys noranta, i també la seva aportació literària des de diferents visions i indrets fins al moment de la seva mort.

## Obra
Va publicar més de 30 volums de poesia i també vuit llibres de ficció. La temàtica general de la seva poesia és la causa palestina, la pàtria perduda i la nostàlgia i el sofriment que produeix haver esdevingut esclau i ser destinat a l'exili. Tanmateix, no s'ha d'oblidar tampoc la importància estètica de la poesia de Darwish, la visió de la qual desenvolupava introspectivament, des de dins de la seva pròpia poesia, seguint els esquemes clàssics i renovant-se altra vegada, sense deixar-se empresonar. La bellesa dels seus poemes no resideix únicament en l'estètica pròpia, sinó en el fet que Darwish pot convertir cada esdeveniment en un poema profund, un poema desesperat que ens duu a contactes metafísics i essencials amb les més profundes parts de l'ànima, convidant a la reflexió. Escrigué la seva obra en àrab, però dominava l'anglès, el francès i l'hebreu. Tant ell com la seva literatura foren inspirats per les grans figures de la literatura àrab moderna com Abd Al-Wahhab Al-Bayyati i Badr Shakir Al-Sayyab. Admirava el poeta israelià Yehudah Amikhai, amb qui mantenia una lluita a ploma per qui estimava més la terra santa i quina era la seva veritable llengua. Tot i que Amikhai fundava la seva nova identitat robant-li-la a Darwish, l'honorable palestí certament el respectava.
L'any 1971 va traslladar-se al Caire i va treballar per al diari Al-Ahram, i el 1973 va editar un diari libanès de Beirut, ciutat on va allistar-se al Partit per l'Alliberament Palestí (PLO en anglès), del qual fou escollit director del consell l'any 1987. Simbòlicament, va articular la declaració d'independència palestina l'any 1988.
Després dels pactes d'Oslo l'any 1993 va dimitir de la seva posició al PLO i va demanar una línia de negociacions més dura amb l'estat israelià. El 1980-82 fou guardonat amb el Premi Lenin de la Pau entre els pobles.
El 1988 es va publicar un poema seu que va provocar una severa crítica, perquè cridava als israelians a abandonar Palestina i a emportar-se els morts amb ells. Afegit a aquesta recalcitrant crítica, va produir-se un esdeveniment notable: Yossi Sarid, ministre d'Educació israelià durant l'any 2000, va introduir dos poemes de Darwish en el currículum escolar del país, la qual cosa es va veure com una afront nacional per als membres de la dreta al Parlament Israelià, la Knesset.
- La seva obra poètica es divideix en dues etapes: la primera abasta de 1966 a 1986 i es basa en la denúncia de la situació dels palestins; mentre que la segona part comença el 1995 i es basa en una introspecció metafísica i en les mitologies i simbolismes d'Orient Pròxim, de caràcter poètic i èpic alhora. En la seva obra deixa entreveure l'acceptació de l'"altre" com a persona que respira el mateix aire, comparteix la mateixa terra, una persona amb qui té conflictes ideològics i polítics, que també l'afecten en la seva vida personal: aquells que el van educar eren jueus (professors), el seu millor amic era un veí jueu seu de quan vivia a Haifa, i també era jueva la dona que ell estimava, a qui anomena Rita en els seus poemes. Va morir el 9 d'agost de 2008 a Houston, Texas, als Estats Units, lluny de la seva pàtria, que encara pugna per la seva més que merescuda llibertat. Està enterrat a Ramallah, on havia de restar el seu cos segons la seva família, ja que no hauria de descansar el seu cos en un lloc concret, sinó en un indret on el seu poble pogués visitar-lo i retre-li homenatge tal com es mereix.

### Traduccions al català
- Darwix, Mahmud; Castells, Margarida (trad.). Per què has deixat el cavall sol?, 2004.